# Хакетстаун
Хакетстаун (Хакестаун; англ. Hacketstown; ирл. Baile Haicéid) — деревня в Ирландии, находится в графстве Карлоу (провинция Ленстер) в районе пересечения трасс R747 и R727 у реки Дерри.

## Демография
Население — 606 человек (по переписи 2006 года). В 2002 году население составляло 614 человек.
Данные переписи 2006 года:
| Общие демографические показатели |               |                               |                               |      |      |
| Всё население                    | Всё население | Изменения населения 2002—2006 | Изменения населения 2002—2006 | 2006 | 2006 |
| 2002                             | 2006          | чел.                          | %                             | муж. | жен. |
| 614                              | 606           | −8                            | −1,3                          | 319  | 287  |